# Гладкобрюхая сардинелла
Гладкобрюхая сардинелла (лат. Amblygaster  leiogaster) — род лучепёрых рыб семейства сельдевых. Эти морские пелагические рыбы обитают в тропических водах Индо-Тихоокеанской области между 30° с. ш. и 23° ю. ш. и между 39° в. д. и 129° в. д. Тело веретенообразное, покрыто циклоидной чешуёй, голова голая. Максимальная длина 23 см. Встречаются на глубине до 50 м. Питаются планктоном. Являются объектом коммерческого промысла.

## Ареал и среда обитания
Гладкобрюхая сардинелла обитает в Индийском и западной части Тихого океана от восточного побережья Африки до Окинавы, а также у берегов Западной Австралии. Эта морская пелагическая рыба встречается в прибрежных водах на глубине до 50 м.

## Описание
Веретеннобразное тело слегка сжато с боков и покрыто циклоидной чешуёй, голова голая. Профили спины и брюшка округлые. Имеется слабовыраженный брюшной киль. В спинном плавнике 13—21 луч; в анальном 12—23 луча. Окраска дорсальной поверхности тёмно-синяя, бока и брюхо серебристо-белые. Пятнышки на боках отсутствуют. 
Максимальная длина 23 см. Средняя длина не превышает 18 см. 

## Биология
Эти рыбы нерестятся, собравшись в стаи. Рацион состоит из зоопланктона.

## Взаимодействие с человеком
Вероятно, эти рыбы служат объектом местного промысла.